# Kepler-90h
Kepler-90h je egzoplanet u orbiti oko zvijezde sličnu Suncu Kepler-90, udaljene 2545 svjetlosnih godina, u zviježđu Zmaj. Otkriven je 12. studenoga 2013., a otkrio ga je Svemirski teleskop Kepler.

## Obilježja
Kepler-90h je promjera 1.01 promjera Jupitera, i orbitira na 1.01 AJ (astronomskih jedinica; 1 AJ = 150 milijuna km). Masa mu je 1.2 mase Jupitera. Orbitalni period mu je 331 dan, što ga smješta u unutarnji rub nastanjive zone oko Keplera-90. Unatoč tomu, Kepler-90h je malo veći od Jupitera i plinovit je, pa sam planet vjerojatno nije nastanjiv. Unatoč tomu, planet bi mogao imati mjesece u svojoj orbiti. Ti mjeseci morali bi biti uhvaćeni naknadno, jer je malo vjerojatno da bi se formirali u sadašnjoj orbiti. Ako bi bili dovoljno veliki, imali bi magnetsko polje, što bi omogućilo mora i oceane, pa čak i život. Trenutno nisu poznati nikakvi mjeseci u ovom sustavu.
Kepler-90h najdalji je od osam planeta koji okružuju zvijezdu Kepler-90 i, također, najveći.